# Antara ibn Szaddad

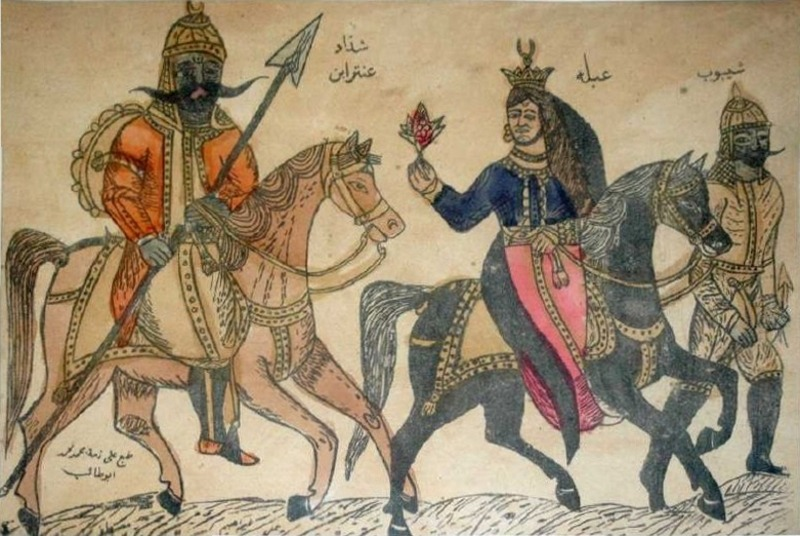
Antara ibn Szaddad (z lewej) na XIX-wiecznej ilustracji egipskiej

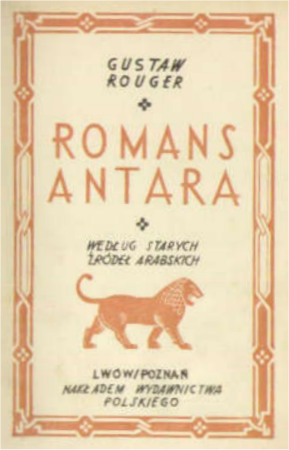
Okładka książki Gustawa Rougera Romans Antara według starych źródeł arabskich w autoryzowanym przekładzie Franciszka Mirandoli, Wydawnictwo Polskie, Lwów/Poznań 1927 (tom II serii „Epopeje i Legendy”)

Antara ibn Szaddad (ur. około 525, zm. około 615) – arabski poeta i rycerz, bohater eposu rycerskiego „Sirat Antara” z XIII w. Autor jednej najsławniejszych kasyd, wchodzącej w skład Mu'allaki (zbioru 7–10 najlepszych poematów arabskich).
W roku 2011 opublikowane zostało nowe wydanie angielskie „Sirat Antara” w tłumaczeniu Anny Nawolskiej na podstawie rękopisu arabskiego odnalezionego w Bibliotece na Piasku (Uniwersytet Wrocławski).